# Ateneul Popular din Păcurari „Toma Cozma”

Biserica Toma Cozma, locul în care s-au desfășurat o parte din activitățile organizate de Ateneul Popular din Păcurari „Toma Cozma”.

Ateneul Popular din Păcurari „Toma Cozma” (cunoscut și ca Ateneul Popular „Toma Cozma”) a fost o asociație culturală care a funcționat în Iași în prima jumătate a secolului al XX-lea. Asociația a fost înființată de preotul Emilian Vasiloschi pe lângă Biserica Toma Cozma din Iași, în incinta căreia își desfășura o parte din activități, dispunând de o bibliotecă de aproximativ 3000 volume și de săli de conferință. Asociația a organizat numeroase activități culturale și educative (cor, șezători, teatru, club de lectură, conferințe), fiind însă cunoscută mai ales prin organizarea subscripției publice pentru strângerea fondurilor necesare ridicării statuii lui Mihai Eminescu.
În 1924 asociația a publicat în ziarul Opinia din 22 martie 1924 „Apelul Ateneului popular din Păcurari pentru un monument la Iași, lui Eminescu”, deschizând subscripția publică, și a redactat Regulamentul pentru statuia lui Eminescu ce a permis organizarea ulterioară a mai multor concursuri de machete, câștigător fiind sculptorul Ion Schmidt-Faur.

## Asociația „Toma Cozma” din Iași
Asociația „Toma Cozma” din Iași, înființată în anul 2004, este o organizație nonguvernamentală ce inițiază sau participă la activități sociale, educative, culturale sau pentru protecția mediului, locale sau naționale. Prin numele său și partenariatul pe care îl are cu Biserica „Toma Cozma”, asociația urmărește continuarea tradiției Ateneului Popular „Toma Cozma”.

## Vezi și
- Ateneul Popular „Tătărași”